# タイラン・ウォーカー (アメリカンフットボール)
タイラン・ウォーカー（Tyrunn Walker、1990年3月18日 - ）はルイジアナ州ニューアイビーリア出身のアメリカンフットボール選手。現在、NFLのニューオーリンズ・セインツに所属している。ポジションはディフェンシブエンド。

## 経歴
ニューオーリンズ・セインツファンとして育った。
ジョーンズカントリー・ジュニアカレッジに進学、2年次の2009年には47タックル、5サックをあげて、NJCAAのオールアメリカンに選ばれた。タルサ大学に進み、2010年には全13試合で先発出場し43タックル（12ロスタックル）、5.5サック、2ファンブルリカバー、1ファンブルフォースをあげてカンファレンスUSAのオールチームに選ばれた。2011年のシーズン中にはカレッジフットボールの最優秀ディフェンシブエンドに与えられるテッド・ヘンドリクス賞の候補19人のうちの1人に名前が入った。
タルサ大学での2シーズンで84タックル、13.5サック、11パスディフレクション、4ファンブルフォースを記録した。
2012年4月30日、ドラフト外でニューオーリンズ・セインツと契約。最終ロースター53人の中に残ったが、健康上の理由でレギュラーシーズン16試合全てでインアクティブであった。
2013年はディフェンスやスペシャルチーム要員として7試合に出場し9タックル、1.0サックを記録した。
2014年の最初のプレシーズンゲームでは6タックル、1.0サックを決めた。

## 人物
好きな映画は、しあわせの隠れ場所、エニイ・ギブン・サンデー。